# Alt Rehse
Alt Rehse è una frazione della città tedesca di Penzlin, nel Meclemburgo-Pomerania Anteriore.

Conta (2007) 362 abitanti.

## Storia
Alt Rehse fu nominata per la prima volta nel 1182.

Costituì un comune autonomo fino al 1º luglio 2008.

## La casa degli orrori
Di importanza storica in quanto ospita uno dei più lugubri laboratori del periodo nazista, definito dagli storici "la casa degli orrori".
In questa villa venivano condotti esperimenti scientifici su esseri umani considerati dalla filosofia nazista "razze inferiori"; per lo più le cavie pare fossero zingari e minorati fisici e mentali. In questo podere alloggiavano spesso Martin Bormann e Rudolf Hess, due dei più stretti collaboratori di Hitler.
Sembra questo luogo sia stato un centro di addestramento per gli scienziati del Terzo Reich, dove decine di migliaia di studiosi sono entrati previo il superamento di un corso di "igiene razziale" consistente nel dimostrare di avere discendenze ariane.